# Castillo del Hohlandsbourg
El castillo de Hohlandsbourg es un castillo en ruinas situado en la comuna francesa de Wintzenheim, cerca de Colmar, en el departamento de Alto Rin. Fue construido a partir de 1279 por Siegfried de Gundolsheim, adquirido en 1563 y modernizado por Lázaro de Schwendi. Fue desmantelado durante la Guerra de los Treinta Años. Está abierto al público entre Semana Santa y el 11 de noviembre.

## Historia
Ya desde la Edad del Bronce, el sitio estaba fortificado gracias a una muralla de 300 metros de largo por 160 m de ancho. El caballero Siegfried de Gundolsheim, schultheiss (preboste) de la ciudad de Colmar, habiéndose asegurado previamente la autorización del rey Rodolfo I de Habsburgo, ordenó el comienzo de la construcción del castillo el 2 de febrero de 1279. Sin embargo, en diciembre de 1281, con las obras ya casi terminadas, el castillo fue sitiado por Othon de Ochsenstein, merino mayor de Alsacia. Este ataque, vinculado a la destitución de Siegfried de su cargo en febrero, provocó el saqueo del castillo por los habitantes de Colmar, aliados a Othon. Sin embargo, no está claro si Siegfried mantuvo la propiedad o si los derechos volvieron a los Habsburgo, que recuperaron el castillo en 1289, después del asesinato de Siegfried.
Tras la recuperación del castillo, los Habsburgo lo entregaron a los caballeros Konrad y Walther de Kaysersberg, siendo el primero el sucesor de Siegfried en el puesto de preboste de Colmar. En 1303, se menciona que el castillo está custodiado por un ministro, Hans Rottlieb de Nortgasse, con una guarnición de ocho hombres. A partir de mediados del siglo XIV, el castillo fue dado como garantía de pago a la familia de Ferrette y luego a la de Haus. A partir de 1363, el castillo hipotecado pasó a los Ribeaupierre y finalmente en 1400 a los Lupfen, que lo recompraron en 1410 y lo convirtieron en uno de sus feudos. Estos lo conservan durante ciento cincuenta años, antes de venderlo en 1563 a Lázaro de Schwendi, que modernizó el castillo adaptándolo a la artillería. Posteriormente, el castillo pasó por herencia al marido de su nieta, el conde de Fürstenberg.
Durante la Guerra de los Treinta Años, el castillo fue ocupado por los suecos en 1633 y por los franceses en 1634. Poco después, las tropas imperiales se apoderaron por sorpresa del lugar y lo saquearon. En 1637, el comandante de Colmar, por orden del Cardenal Richelieu, mandó incendiar el castillo, que luego fue desmantelado con pólvora.
El castillo está clasificado como monumento histórico en la lista de 1840. En 1986, se inició una gran obra de restauración con el objetivo de convertirlo en un polo turístico del departamento, a imagen y semejanza del castillo de Haut-Koenigsbourg en el Bajo Rin. Sin embargo, los trabajos de excavación realizados, de gran envergadura, no se ajustaron a las reglas de restauración: no se realizó ninguna excavación arqueológica autorizada antes de las obras, lo que provocó la destrucción de las capas estratigráficas y de todas las informaciones vinculadas, haciendo perder mucha información de gran valor al material recuperado durante la obra. Estos hechos dieron lugar a acciones judiciales. Para tratar de reparar los daños ocasionados, las excavaciones llevadas a cabo por los servicios competentes en 1998 y 2004 permitieron recuperar al menos algunas informaciones estratigráficas, que confirmaron la cronología conocida del sitio.
Los últimos trabajos emprendidos entre 2011 y 2013 se centraron en la creación de un pabellón de recepción con taquilla/tienda, un espacio de exposición permanente y temporales, un teatro al aire libre, un espacio pedagógico y un área de restauración que comprende bar/restaurante y sala de recepción.

## Descripción
El castillo se encuentra en la «montaña de Wintzenheim», una serie de relieves que remontan hacia el norte y separan el valle de Munster de la llanura de Alsacia. El castillo ocupa el punto más alto del extremo norte de la cresta así formada, a 640 metros de altitud; esta posición es particularmente estratégica, la ubicación ofrece una vista despejada hacia todas las direcciones, lo que permite proteger eficazmente la ciudad de Colmar y controlar el acceso al valle de Munster. El castillo, construido principalmente en granito extraído en el lugar o en las inmediaciones, especialmente durante la excavación de los fosos y la nivelación del patio, se compone de dos partes: por un lado el Oberschloss, o castillo superior, que es la parte más antigua, y por otro lado la gran muralla que forma el patio.
Fue construido sobre un espolón granítico que los constructores aprovecharon al diseñar el sistema defensivo. Castillo de guarnición, pero también plaza fuerte, el Hohlandsbourg debía ser capaz de resistir contra todo ataque. Para ello, fue necesario aislarlo del resto de la meseta rocosa a través de dos profundos fosos, en los lados oeste y este, puesto que las caras norte y sur están defendidas de forma natural por una fuerte pendiente del terreno.
El acceso se hace por el antiguo puente levadizo, llamado hoy puente durmiente, atravesando el bastión desde el que, en el lado derecho, se ven los restos de dos casamatas abovedadas en cañón, coronadas por una plataforma de artillería dotada de salidas de cañón cuidadosamente dispuestas, probablemente obra de Lázaro de Schwendi. En el lado izquierdo hay un jardín de inspiración medieval.
Las murallas macizas, de 100 × 60 metros y de 12 a 15 metros de altura, encierran un gran patio dominado al norte por el castillo superior (u Oberschloss), verdadero corazón fortificado y parte primitiva (data de finales del siglo XIII) del Hohlandsbourg.
Las treinta cámaras de tiro con sus arquerías de una altura media de 2 metros aún son claramente visibles en la actualidad.
La torre cuadrada y la falsabraga no fueron añadidas hasta unos años más tarde por el conde de Lupfen, con el fin de mejorar las defensas del castillo primitivo. La torre alberga una cisterna de agua conectada a un pozo tallado en el granito instalado en el patio. Una rejilla muestra su ubicación inicial debajo del alero.
Las viviendas del siglo XIII, remodeladas sucesivamente en los siglos XIV y XVI por el conde de Lupfen y el barón Lázaro de Schwendi, estaban destinadas inicialmente a mejorar la función residencial y las condiciones de vida en el castillo. Aún se conservan los restos de un conducto de evacuación de una letrina doble. En la actualidad albergan la exposición permanente y otras exposiciones temporales.
El bar-restaurante y la sala de recepción actuales se llevaron a cabo en las antiguas dependencias y caballerizas, al sur.
En la esquina sureste, subsisten los restos de una gran escalera que permitía a las tropas alojadas en el castillo llegar rápidamente al camino de ronda.
Artefactos
En el sitio se encontraron bombardas fechadas a finales del siglo XIV o principios del siglo XV, así como trompas u olifantes.